# Dapsone
La dapsone (DDS) est un médicament antibiotique de la famille des sulfones.

## Histoire
La dapsone, ou sulfone-mère, est synthétisée par Emil Fromm et Jacob Wittmann en 1908. En 1937, Ernest Fourneau en France et Gladwin Buttle au Royaume-Uni découvrent, indépendamment l’un de l’autre, l’action antibactérienne des sulfones et deux ans plus tard, en 1939, Noël Rist démontre qu’elles sont efficaces, in vitro et in vivo, contre la tuberculose. Mais les résultats sont peu satisfaisants sur l’homme. Les recherches se poursuivent donc, et c’est aux États-Unis, en 1943, que Guy Henry Faget, guidé par la parenté des bacilles de Koch et de Hansen, essaie les sulfones avec succès dans le traitement de la lèpre. Une nouvelle étape est franchie en 1950, quand Hervé Floch et Pierre Destombes introduisent la dapsone à l'Institut Pasteur de Guyane. Depuis lors, les sulfones sont devenus un des piliers du traitement de la lèpre.

## Indications
Les indications sont :
- traitement de la lèpre (maladie de Hansen) ;
- traitement de certaines dermatoses à médiation neutrophilique ;
- traitement de la polychondrite atrophiante ;
- traitement des dermatites bulleuses auto-immunes, telles que dermatite herpétiforme, dermatose bulleuse auto-immune à IgA linéaire, pemphigoïde des muqueuses… ;
- lupus bulleux ;
- prophylaxie primaire et secondaire de la pneumocystose en cas d’intolérance au cotrimoxazole.

## Effets
La dapsone est principalement connue pour son effet antilépreux (étant associée en trithérapie à la rifampicine et à la clofazimine) ainsi que antidermatique.
Elle possède une activité bactériostatique (c'est-à-dire qu'elle empêche les bactéries de se multiplier, sans pour autant les tuer directement) contre Mycobacterium leprae (ou « bacille de Hansen ») permettant de stopper la lèpre et de limiter ses effets invalidants après 3 ans de traitement en moyenne.
Elle possède aussi une action contre Toxoplasma gondii, Mycobacterium avium et Pneumocystis jirovecii (dans ce cas, également en prophylaxie (en tant qu'indication thérapeutique secondaire associée à la triméthoprime) pour les personnes atteintes du SIDA).
Associée à la pyriméthamine, elle est aussi employée en prophylaxie contre le paludisme dans les zones ou Plasmodium falciparum est chloroquinorésistant. La molécule de pyriméthamine est utilisée pour ses propriétés pharmacologiques primaires certaines et la dapsone pour ses propriétés secondaires certaines.
La résistance à ce médicament est très rare (1 à 2 % des souches de Mycobacterium leprae), et n'apparaît que dans des cas de traitement mal suivis, à dose trop faible, et trop longtemps. Son mécanisme d'action dans le traitement de la dermatite herpétiforme reste inconnu.

## Contre-indications
- Hypersensibilité ou allergie à la famille des sulfones
- Déficit en G6PD (favisme)
- Drépanocytose
- Thalassémie
- Traitement en cours à la zidovudine

## Utilisation pratique
La dapsone se prend par voie orale, en une prise par jour.
Il convient, avant de commencer le traitement, de faire un bilan biologique sanguin (la dapsone peut entraîner une anémie hémolytique, d'autant plus fréquente que la dose est élevée). Des prises de sang hebdomadaires doivent être faites, en particulier en début de traitement, pour dépister des effets secondaires et adapter la dose adéquate en conséquence.

## Effets secondaires
- Anémie hémolytique (principalement chez les patients atteints de drépanocytose)
- Ictère
- Troubles digestifs : perte d'appétit, nausées, douleurs abdominales, vomissements, etc.
- Picotements et sensation de froid dans les pieds et les mains
- Fièvres passagères mais répétées
- Vertiges
- Très rarement :
  - troubles neurologiques, allergies, anomalies de la formule sanguine ;
  - pancréatite[11] ;
  - syndrome d'hypersensibilité médicamenteuse[12], caractérisé par une fièvre, un rash et une défaillance polyviscérale[13]. Sa prévalence est inférieure à 2 % mais la mortalité atteint près de 10 %[14]. les porteurs du groupe antigène HLA-B13:01 seraient plus à risque de développer cette complication[15].
  - méthémoglobinémie

## Autres informations
En Belgique, la dapsone fait partie des substances soumises à une règlementation spéciale de l'Agence fédérale des médicaments et des produits de santé. Aucun médicament contenant de la dapsone n'est mis sur le marché pharmaceutique ; ils ne pourront être obtenus qu'en importation parallèle.
La dapsone fait partie de la liste des médicaments essentiels de l'Organisation mondiale de la santé (liste mise à jour en avril 2013).